# 韩侈
韓侈（？—？）。又作公仲侈、公仲朋、韩冯，中国战国时期韩国人。

## 生平
前317年，秦国在修鱼击败韩赵魏，他主张讨好秦国，韩王却依从楚国。他奉命韩珉出使秦国，请帮助韩国攻打魏国。韩国相国韩珉死后，韩辰继任韩珉。魏国请求韩辰惩罚韩侈，说秦国尊重韩珉接纳韩侈，韩珉已死，秦国不会为韩侈得罪魏国。韩侈把事情告诉了秦王，说自己要隐居山中。秦王任命他为客卿。